# Maureen Bechdolt
Maureen Bechdolt, född 17 juli 1952, är en amerikansk bågskytt. Hon deltog vid olympiska sommarspelen 1972.